# 福原一臣
福原 一臣（ふくはら かずおみ、1946年3月16日 - 2007年7月28日）は、青森県青森市出身の俳優。
法政大学経済学部卒。文学座第8期生。劇団黒テント創立メンバー。胃がんのため死去。

## 出演作品

### テレビ
- うちの子にかぎって
- ペットントン
- どきんちょ!ネムリン
- もりもりぼっくん
- 美少女仮面ポワトリン

### ラジオ
- 西遊妖猿伝

### 舞台
- 阿部定の犬
- キネマと怪人
- ブランキ殺し上海の春
- 鉄砲玉